# Bruce Gray
Robert Bruce Gray (San Juan, 7 settembre 1936 – Los Angeles, 13 dicembre 2017) è stato un attore canadese nato a Porto Rico.

## Biografia

### Carriera
Gray è noto al pubblico canadese per la sua interpretazione dell'investitore finanziario Adam Cunningham nella serie televisiva Traders (della Global, per il quale ha vinto un Gemini Award nel 1998), per il ruolo di padre dello sposo ne Il mio grosso grasso matrimonio greco e per quello del fantasma del padre di Joe nella serie televisiva di successo Medium.
Ha interpretato altri ruoli popolari negli Stati Uniti d'America, come quello del Maresciallo del cielo Dienes in Starship Troopers - Fanteria dello spazio, quello del Giudice associato della Corte suprema degli Stati Uniti d'America Anthony Kennedy nel film del 2008 Recount e quello del filosofo vulcaniano Surak in Star Trek: Enterprise. È apparso numerose volte in Star Trek: The Next Generation e Star Trek: Deep Space Nine nei panni dell'ammiraglio Chekote.
Ha preso parte alla popolare serie TV Queer as Folk, interpretando in alcuni episodi il milionario gay George Schickel.
Gray è stato inoltre il volto del leader di una fittizia organizzazione anti-Amsterdam in una campagna pubblicitaria per la birra Amstel.

## Filmografia

### Cinema
- Adulterous Affair, regia di Ted Leversuch (1966)
- Odd Birds, regia di Jeanne Collachia (1985)
- Eroi per un amico (Let's Get Harry), regia di Stuart Rosenberg (accreditato come Alan Smithee) (1986)
- La retata (Dragnet), regia di Tom Mankiewicz (1987)
- Giorni di gloria... giorni d'amore (For the Boys), regia di Mark Rydell (1991)
- Nell'occhio del ciclone (Eye of the Storm), regia di Yuri Zeltser (1991)
- Mi familia (My Family), regia di Gregory Nava (1995)
- Spia e lascia spiare (Spy Hard), regia di Rick Friedberg (1996)
- Qualcosa di personale (Up Close & Personal), regia di Jon Avnet (1996)
- Starship Troopers - Fanteria dello spazio (Starship Troopers), regia di Paul Verhoeven (1997)
- The Peacemaker, regia di Mimi Leder (1997)
- A tutti i costi (Whatever It Takes), regia di Brady MacKenzie (1998)
- Dementia, regia di Woody Keith (1999)
- Hypercube - Il cubo 2 (Cube 2: Hypercube), regia di Andrzej Sekuła (2002)
- Il mio grosso grasso matrimonio greco (My Big Fat Greek Wedding) , regia di Joel Zwick (2002)
- S.W.A.T. - Squadra speciale anticrimine (S.W.A.T.), regia di Clark Johnson (2003)
- Cake - Ti amo, ti mollo... ti sposo (Cake), regia di Nisha Ganatra (2005)
- Quel mostro di suocera (Monster-in-Law), regia di Robert Luketic (2005)
- Un'impresa da Dio (Evan Almighty), regia di Tom Shadyac (2007)
- Is It Just Me?, regia di J.C. Calciano (2010)
- Come l'acqua per gli elefanti (Water for Elephants), regia di Francis Lawrence (2011)
- Crazy Eyes, regia di Adam Sherman (2012)
- Tentacle 8, regia di John Chi (2014)
- Crimson Peak, regia di Guillermo del Toro (2015)
- L'eccezione alla regola (Rules Don't Apply), regia di Warren Beatty (2016)
- Il mio grosso grasso matrimonio greco 2 (My Big Fat Greek Wedding 2), regia di Kirk Jones (2016)
- Don't Talk to Irene, regia di Pat Mills (2017)

### Televisione
- Strange Paradise – serie TV, 14 episodi (1969)
- Somerset – serie TV, 4 episodi (1974)
- CBS Daytime 90 – serie TV, episodio 1x06 (1973)
- High Hopes – soap opera, numero di episodi sconosciuti (1978-)
- Lasciarsi (Breaking Up), regia di Delbert Mann – film TV (1978)
- Ai confini della notte (The Edge of Night) – soap opera, 89 episodi (1979-1980)
- Quincy – serie TV, episodio 6x01 (1980)
- Dallas – soap opera, 6 episodi (1981-1991)
- Flamingo Road – serie TV, episodio 2x07 (1981)
- Lou Grant – serie TV, episodio 5x07 (1981)
- L'incredibile Hulk (The Incredible Hulk) – serie TV, episodio 5x03 (1981)
- Nero Wolfe – serie TV, episodio 1x05 (1981)
- Lobo (The Misadventures of Sheriff Lobo e, nella seconda stagione, Lobo) – serie TV, episodio 2x05 (1981)
- California – serie TV, episodi 3x17-6x06-6x07 (1982-1984)
- Supercar (Knight Rider) – serie TV, episodio 1x06 (1982)
- Papà cambia vita (Drop-Out Father), regia di Don Taylor – film TV (1982)
- McClain's Law – serie TV, episodio 1x08 (1982)
- Navy – serie TV, episodi 1x03-1x10 (1983)
- A cuore aperto (St. Elsewhere) – serie TV, episodio 2x03 (1983)
- Per amore e per onore (For Love and Honor) – serie TV, episodio 1x01 (1983)
- Per amore e per onore (For Love and Honor), regia di Gary Nelson  – film TV (1983)
- The Paper Chase – serie TV, episodio 2x02 (1983)
- La signora in giallo (Murder, She Wrote) – serie TV, 5 episodi (1984-1994)
- Squadriglia top secret (Call of Glory) – serie TV, episodio 1x15 (1984)
- Simon & Simon – serie TV, episodio 4x03 (1984)
- Dynasty – serie TV, episodio 5x01 (1984)
- Boone – serie TV, episodio 1x13 (1984)
- Invito all'inferno (Invitation to Hell), regia di Wes Craven – film TV (1984)
- Happy Days – serie TV, episodio 11x17 (1984)
- Una passione senza speranza (A Death in California), regia di Delbert Mann – miniserie TV (1985)
- Tre per tre (Three's a Crowd) – serie TV, episodio 1x22 (1985)
- Il tempo della nostra vita (Days of Our Lives) – soap opera, episodio #1.4964 (1985)
- Alfred Hitchcock presenta (Alfred Hitchcook presents) – serie TV, episodi 1x18-4x07 (1986 - 1989)
- Il mio amico Ricky (Silver Spoons) – serie TV, episodio 5x02 (1986)
- Febbre d'amore (The Young and the Restless) – soap opera, 4 episodi (1986)
- Airwolf – serie TV, episodio 3x20 (1986)
- Santa Barbara – soap opera, episodi #1.773 e #1.1588 (1987-1990)
- Capitan Power e i combattenti del futuro (Captain Power and the Soldiers of the Future) – serie TV, 11 episodi (1987-1988)
- Poliziotti in città (The Oldest Rookie) – serie TV, episodio 1x01 (1987)
- Lyndon B. Johnson: i primi anni (The Early Years), regia di Peter Werner – film TV (1987)
- I Colby (The Colbys) – serie TV, episodio 2x13 (1987)
- Matlock – serie TV, episodi 3x02-6x01-6x02  (1988-1991)
- Street Legal – serie TV, episodio 3x08 (1988)
- Vietnam addio (Tour of Duty) – serie TV, 4 episodi (1988)
- Giudice di notte (Night Court) – serie TV, episodio 5x19 non accreditato (1988)
- Segni particolari: genio (Head of the Class) – serie TV, episodi 2x16-3x06 (1988)
- Drop-Out Mother, regia di Charles S. Dubin – film TV (1988)
- Captain Power: The Beginning, regia di Otta Hanus, Jorge Montesi e Ken Girotti (non accreditato) – film TV (1989)
- Doogie Howser – serie TV, episodio 1x10 (1989)
- Infermiere a Los Angeles (Nightingales) – serie TV, episodio 1x13 (1989)
- I Campbell (The Campbells) – serie TV, episodi 3x02-4x04 (1989-1990)
- Falcon Crest – serie TV, episodio 8x19 (1989)
- Generations – serie TV, 19 episodi (1989)
- Beverly Hills 90210 – serie TV, episodi 1x08-7x14  (1990-1997)
- DEA – serie TV, episodio 1x06 (1990)
- The Hidden Room – serie TV, episodio 1x02 (1991)
- Sisters – serie TV, episodio 1x05 (1991)
- L.A. Law - Avvocati a Los Angeles (L.A. Law) – serie TV, episodio 5x21 (1991)
- Catastrofe in mare - Il disastro della Exxon Valdez (Dead Ahead: The Exxon Valdez Disaster), regia di Paul Seed – film TV (1992)
- Relazione mortale (A Murderous Affair: The Carolyn Warmus Story), regia di Martin Davidson – film TV (1992)
- Murphy Brown – serie TV, episodio 4x18 (1992)
- Sinatra, regia di James Steven Sadwith – miniserie TV (1992)
- Screen One – serie TV, episodio 4x02 (1992)
- La famiglia Brock (Picket Fences) – serie TV, episodi 1x21-2x09 (1993)
- Star Trek: The Next Generation – serie TV, episodio 7x04 (1993)
- Star Trek: Deep Space Nine – serie TV, episodio 2x02 (1993)
- Getting By – serie TV, episodio 1x05 (1993)
- Traveler's Rest, regia di Craig Belknap – cortometraggio (1993)
- Rapture, regia di Timothy Bond – film TV (1993)
- J.F.K.: Reckless Youth, regia di Harry Winer – miniserie TV (1993)
- RoboCop – serie TV, episodio 1x23 (1994)
- Due poliziotti a Palm Beach (Silk Stalkings) – serie TV, episodio 4x08 (1994)
- Chicago Hope – serie TV, episodio 1x02 (1994)
- Roswell, regia di Jeremy Kagan – film TV (1994)
- Le avventure di Brisco County Jr. (The Adventures of Brisco County, Jr.) – serie TV, episodio 1x26 (1994)
- Perry Mason: serata col morto (A Perry Mason Mystery: The Case of the Lethal Lifestyle), regia di Helaine Head – film TV (1994)
- Un detective in corsia (Diagnosis Murder) – serie TV, episodio 1x14 (1994)
- E.R. - Medici in prima linea (ER) – serie TV, episodi 1x21-10x20  (1995-2004)
- The Watcher – serie TV, episodio 1x05 (1995)
- The Office – serie TV, episodio 1x01 (1995)
- Melrose Place – serie TV, episodi 4x07-5x18 (1995–1997)
- Legacy of Sin: The William Coit Story, regia di Steven Schachter – film TV (1995)
- Legend – serie TV, episodio 1x08 (1995)
- Wings – serie TV, episodio 6x26 (1995)
- Traders – serie TV, 83 episodi (1996–2000)
- Un filo nel passato (Nowhere Man) – serie TV, episodio 1x22 (1996)
- Tracey Takes On... – serie TV, episodio 1x01 (1996)
- Babylon 5 – serie TV, episodi 4x18-4x19 (1997)
- Pamela Churchill - Una vita tra uomini e politica (Life of the Party: The Pamela Harriman Story), regia di Waris Hussein – film TV  (1998)
- La guerra del Golfo (Thanks of a Grateful Nation), regia di Rod Holcomb – film TV (1998)
- Made in Canada – serie TV, episodio 2x01 (1999)
- Happy Face Murders, regia di Brian Trenchard-Smith – film TV (1999)
- Dangerous Evidence: The Lori Jackson Story, regia di Sturla Gunnarsson – film TV (1999)
- The Last Debate, regia di John Badham – film TV  (2000)
- Per amore di Andrew (When Andrew Came Home), regia di Artie Mandelberg – film TV (2000)
- Pianeta Terra - Cronaca di un'invasione (Earth: Final Conflict) – serie TV, episodio 4x03 (2000)
- Becker – serie TV, episodio 2x18 (2000)
- Two for One – film TV (2001)
- Oltre i limiti (The Outer Limits), episodio 7x05 (2001)
- A Glimpse of Hell, regia di Mikael Salomon – film TV (2001)
- Cold Squad - Squadra casi archiviati (Cold Squad) – serie TV, episodio 4x16 (2001)
- Queer as Folk – serie TV, 5 episodi (2002)
- Torso: The Evelyn Dick Story, regia di Alex Chapple – film TV (2002)
- The Division – serie TV, episodio 2x06 (2002)
- The Red Sneakers, regia di Gregory Hines – film TV (2002)
- JAG - Avvocati in divisa (JAG) – serie TV, episodio 7x15 (2002)
- A Killing Spring, regia di Stephen Williams – film TV (2002)
- Playmakers – serie TV, 11 episodi (2003)
- La stanza dei segreti (Wall of Secrets), regia di Francois Gingras – film TV (2003)
- Star Trek: Enterprise (Enterprise) – serie TV, episodio 4x08 (2004)
- West Wing - Tutti gli uomini del Presidente (The West Wing) – serie TV, episodio 6x06 (2004)
- Las Vegas – serie TV, episodio 2x07 (2004)
- Cold Case - Delitti irrisolti (Cold Case) – serie TV, episodio 1x14 (2004)
- A casa con i tuoi (Married to the Kellys) – serie TV, episodio 1x12 (2004)
- Chasing Freedom, regia di Don McBrearty – film TV (2004)
- NCIS - Unità anticrimine (NCIS) – serie TV, episodio 1x11 (2004)
- Medium – serie TV, 11 episodi (2005–2010)
- Passions – soap opera, 2 puntate (2004-2005)
- Stargate SG-1 – serie TV, episodio 9x04 (2005)
- LAX – serie TV, episodio 1x13 (2005)
- Senza traccia (Without a Trace) – serie TV, episodio 3x16 (2005)
- Streghe (Charmed) – serie TV, episodi 7x11-7x14 (2005)
- Giudice Amy (Judging Amy) – serie TV, episodio 6x12 (2005)
- Criminal Minds – serie TV, episodio 2x05 (2006)
- Beautiful – soap opera, 2 puntate (2006)
- Doppia vita, doppia morte (Live Once, Die Twice), regia di Stefan Pleszczynski – film TV (2006)
- Big Love – serie TV, episodio 2x02 (2007)
- Girlfriends – serie TV, episodio 7x15 (2007)
- Recount, regia di Jay Roach – film TV (2008)
- Boston Legal – serie TV, episodio 7x19 (2008)
- Anatomy of Hope, regia di J. J. Abrams – episodio pilota (2009)
- How I Met Your Mother – serie TV, 4 episodi (2011–2012)
- Sons of Anarchy – serie TV, episodio 5x06 (2012)
- Il socio (The Firm) – serie TV, episodio 1x17 (2012)
- Castle – serie TV, episodio 4x18 (2012)
- The Listener – serie TV, episodio 5x13 (2014)
- Married Without Kids – serie TV, episodi 1x01-2x02-2x04 (2015-2020) - gli episodi della seconda stagione sono postumi
- Charming Christmas, regia di Craig Pryce – film TV (2015)
- Dig – serie TV, episodio 1x08 (2015)
- Good Witch – serie TV, episodio speciale di Halloween (2017)
- Timeless – serie TV, episodio 1x16 (2017)

### Doppiaggio
- Eraser - Turnabout, regia di Doug Heinlein, Ken Berris e Howard A. Tullman – videogioco (1996)

## Doppiatori italiani
Nelle versioni in italiano delle opere in cui ha recitato, Bruce Gray è stato doppiato da:
- Toni Orlandi in La signora in giallo (ep. 10x15), L'eccezione alla regola, Sons Of Anarchy
- Carlo Reali in NCIS - Unità anticrimine, Falling Skies, Castle
- Oliviero Dinelli in La signora in giallo (ep. 8x08), Il mio grosso grasso matrimonio greco 2
- Dante Biagioni in Medium, Crimson Peak
- Romano Malaspina in La signora in giallo (ep. 5x13)
- Rino Bolognesi in La signora in giallo (ep. 10x09)
- Marco Mete in Alfred Hitchcock presenta (ep. 1x18)
- Angelo Nicotra in Nell'occhio del ciclone
- Nino Prester in Star Trek: The Next Generation
- Sandro Sardone in Starship Troopers - Fanteria dello spazio
- Sergio Fiorentini in Cold Case - Delitti irrisolti
- Michele Kalamera in Cake - Ti amo, ti mollo... ti sposo
- Mauro Bosco in Streghe
- Sergio Matteucci in Quel mostro di suocera
- Giorgio Lopez in Criminal Minds
- Claudio Ridolfo in How I Met Your Mother (ep. 7x09)
- Mario Scarabelli in How I Met Your Mother (ep. 7x22)
- Pietro Ubaldi in How I Met Your Mother (ep. 8x12)